# Almond Valley Light Railway
| Barclay-Lok mit Personenzug der Almond Valley Light Railway                                             |                     |                  |                  |
| Streckenverlauf                                                                                         |                     |                  |                  |
| Streckenlänge:                                                                                          | ca. 0,5 km          |                  |                  |
| Spurweite:                                                                                              | 762 mm (Schmalspur) |                  |                  |
| |                     |                  |                  |
| \| \| 0,0 \| Livingston Mill \| Livingston Mill \| \| \| 0,5 \| Almondhaugh Halt \| Almondhaugh Halt \| |                     |                  |                  |
| Kopfbahnhof Streckenanfang                                                                              | 0,0                 | Livingston Mill  | Livingston Mill  |
| Kopfbahnhof Streckenende                                                                                | 0,5                 | Almondhaugh Halt | Almondhaugh Halt |

Die Almond Valley Light Railway ist eine knapp 500 m lange Museums-Schmalspurbahn mit einer Spurweite von 762 mm (2 Fuß 6 Zoll), die auf dem Gelände des Almond Valley Heritage Trust in Livingston, Schottland, verkehrt.

## Geschichte
Livingston Mill ist eine gut erhaltene, funktionsfähige, unterschlächtige Wassermühle aus dem Jahr 1770, in der Hafermehl herstellt wurde. In den späten 1960er Jahren begann eine Kampagne zur Rettung der historischen Gebäude von Livingston Mill, die bereits zum Abriss nominiert worden waren.
Freiwillige restaurierten in jahrzehntelanger Arbeit die verfallene Wassermühle und die landwirtschaftlichen Gebäude mit der Unterstützung der Stadtentwicklungsgesellschaft. Die Mühle steht unter Kategorie-B-Denkmalschutz, und wurde 1985 als Livingston Mill Farm und seit 1990 durch den Almond Valley Heritage Trust der Öffentlichkeit zugänglich gemacht und 1987 von Königin Elisabeth II. offiziell eröffnet. Sie wurde in das Almond Valley Heritage Centre integriert, das außer der Wassermühle einen Bauernhof mit lebenden Tieren und antiken landwirtschaftlichen Geräten, das 1990 gegründete Museum der schottischen Schieferölindustrie, einen Garten aus der Zeit des Zweiten Weltkriegs sowie Spielplätze und einen Naturlehrpfad umfasst.
Die Almond Valley Light Railway wurde 1993 auf dem Gelände eröffnet, wird in den Sommermonaten für den Besucherverkehr betrieben und soll gelegentlich verlängert werden.

## Bahnstrecke
Es gibt zwei jeweils zweigleisige Bahnhöfe, die beide mit Wartehäuschen ausgestattet sind. Ein kleiner zweigleisiger Lokschuppen befindet sich am Ende der Strecke im Heritage Centre. Hier gibt es auch ein Abstellgleis.

## Lokomotiven
Auf der Strecke werden ausschließlich Diesellokomotiven eingesetzt. Die meisten stammen aus dem Bestand des britischen Verteidigungsministeriums, den ehemaligen Oakbank Oil Works, der Royal Ordnance Factory in Bishopton und den Sprengstofffabriken von Nobel und ICI in Ardeer und Powfoot. Der Einsatz von Dampflokomotiven war nie beabsichtigt, und daher gibt es auch keine Einrichtungen für diese. Die Bahn verfügt über eine Reihe von Elektrolokomotiven (fünf Batterie- und eine Oberleitungslok), die jedoch derzeit nicht eingesetzt werden.
| Name           | Hersteller             | Antrieb                    | Baujahr | Werks-Nr. | Farbe             | Foto |
| -------------- | ---------------------- | -------------------------- | ------- | --------- | ----------------- | ---- |
| Oakbank No.2   | Baldwin, U.S.A.        | Elektrisch mit Oberleitung | 1902    | 20587     | (verwittert)      |      |
| Hunslet        | Hunslet Engine Company | Diesel-mechanisch          | 1941    | 2270      | Grün              |      |
|                | Greenwood & Batley     | Batterie-elektrisch        | 1941    | 1698      | Grün              |      |
| Barclay        | Andrew Barclay         | Diesel-mechanisch          | 1970    | 557       | Blau              |      |
| Battery        | Brook Victor           | Diesel-mechanisch          | 1972    | 1143      | Gelb (verwittert) |      |
|                | Brook Victor           | Batterie-elektrisch        | 1972    | 612       | Gelb (verwittert) |      |
|                | Brook Victor           | Batterie-elektrisch        | 1974    | 698       | Gelb (verwittert) |      |
|                | Brook Victor           | Batterie-elektrisch        | 1974    | 700       | Gelb (verwittert) |      |
| Scruffy        | Hunslet Engine Company | Diesel-mechanisch          | 1973    | 7330      | Sheer Aqua (blau) |      |
| Baguley-Drewry | Baguley-Drewry         | Diesel-mechanisch          | 1980    | 3572      | Grün              |      |
| Simplex        | Motor Rail             | Diesel-mechanisch          | 1981    | 40SPF522  | Gelb (verwittert) |      |